# Therése Neaimé

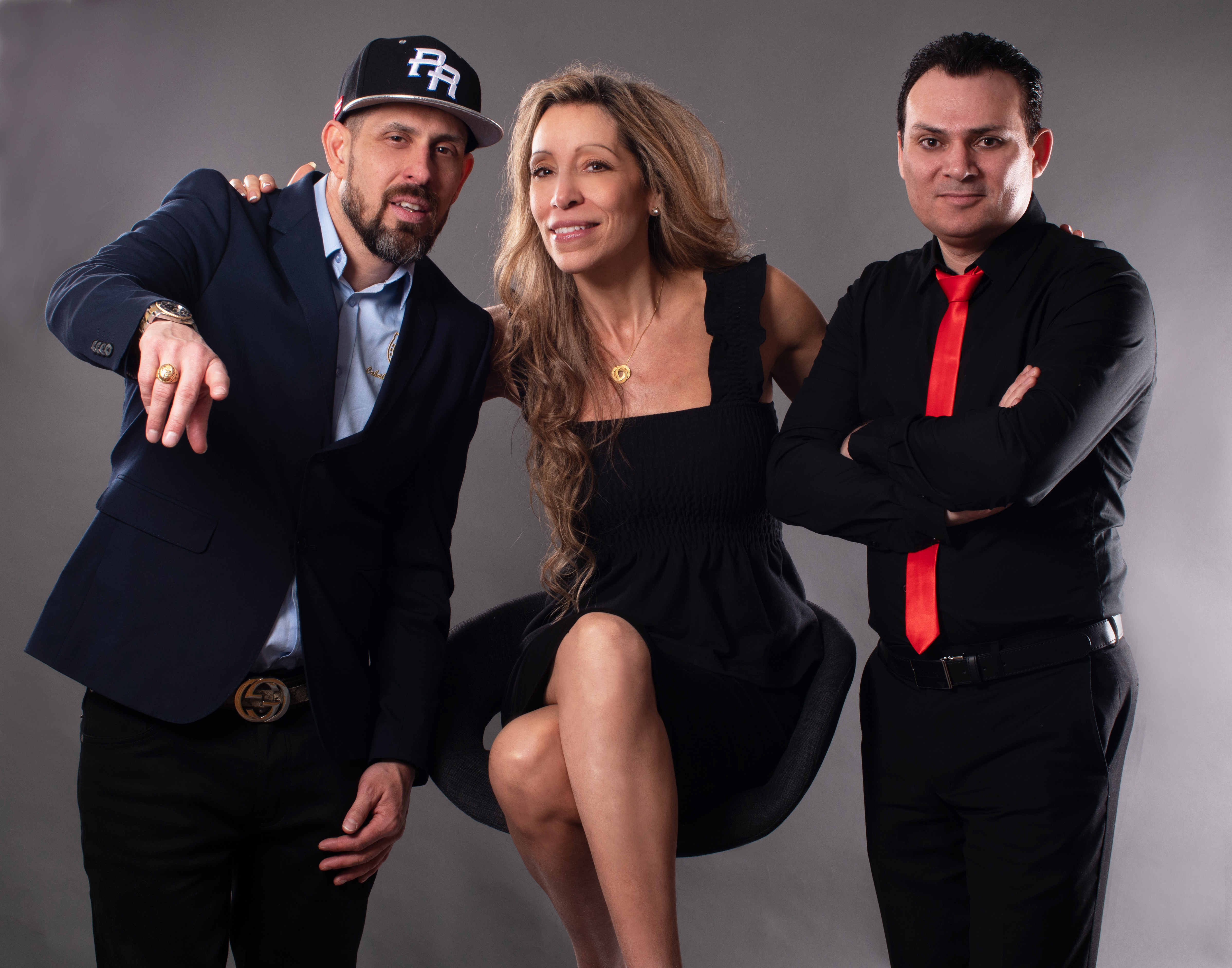
Doggelito, Therése Neaimé och Dilyar fotograferas inför singeln "Shine on like a star"

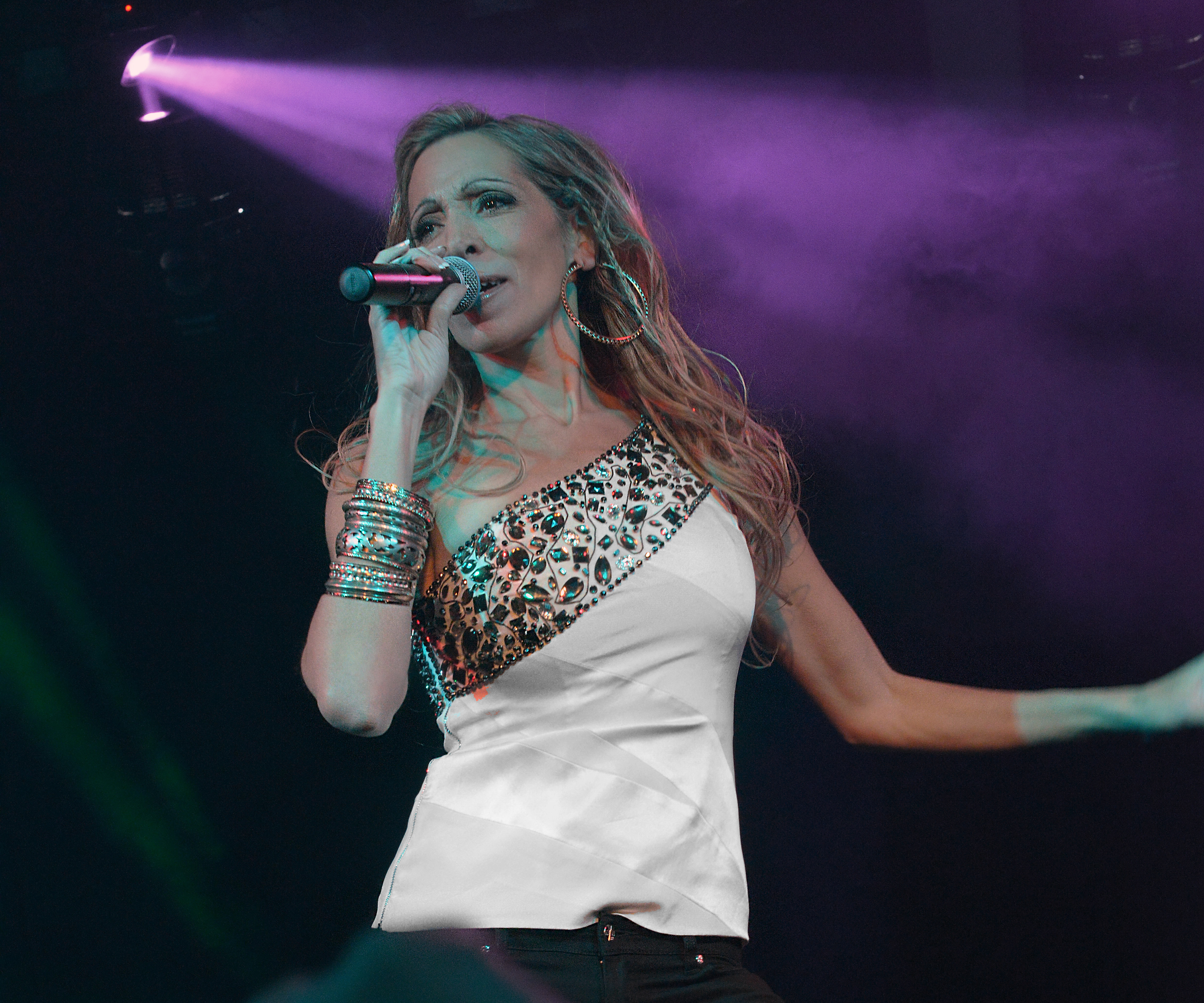

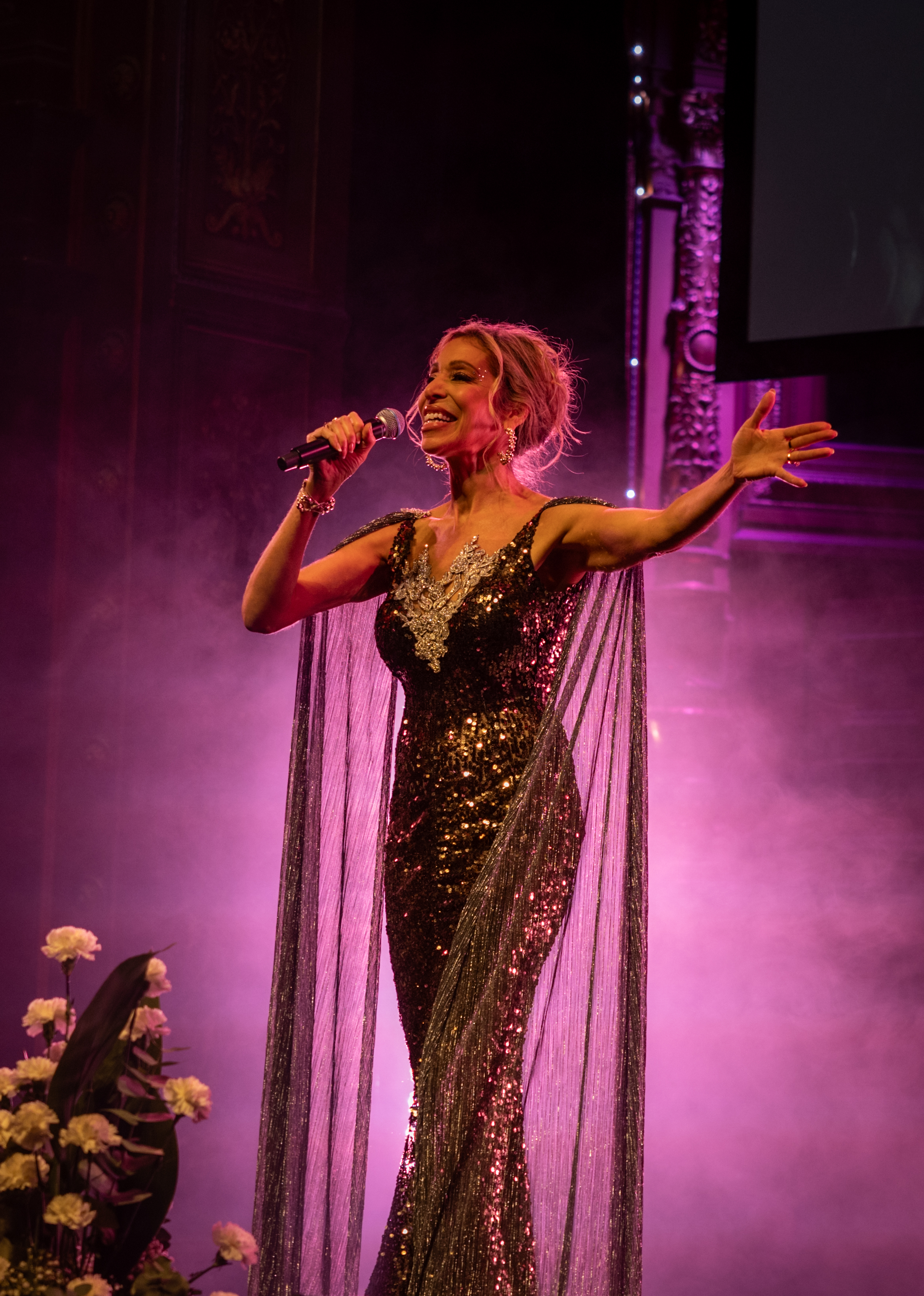
Fadime-galan i januari 2025.

Therése Maria Neaimé, född 8 februari 1970 i Farsta, är en svensk-libanesisk sångare, låtskrivare, föreläsare och dansare. Hon har skrivit låtar som ”Dance Love”, ”Sold to Perfection” och ”Today is a Holiday”.

## Biografi
Therése Neaimé växte upp i Enskede i södra Stockholm och började som bakgrundsdansare på 1990-talet till artister som Pandora, Thomas Gylling och PapaDee. Hon flyttade sedan till Los Angeles där hon utbildade sig till sångerska på Musicians Institute samtidigt som hon började spela med sitt band Neaimé på klubbar i staden. Hon började skriva sin egen musik och 2004 inledde hon ett samarbete med låtskrivaren Jörgen Elofsson som en av låtskrivarna i hans team. Efter fem år i USA började hon dela sin tid mellan Dubai och Stockholm. Under åren i Dubai (2007–2015) gav hon en rad konserter och spelades på radiostationer i bland annat Libanon, Jordanien och Förenade Arabemiraten.
Hon gav ut sitt debutalbum Livin’ 2006. Albumet innehöll bland annat singlarna ”Not Easy” som blev nr 1 på svenska singellistan samt ”The Future” som hamnade på den amerikanska Top 40-listan. 2008 uppträdde Therése Neaimé för NATO-trupper i Afghanistan samt vid ett svenskt statsbesök i Abu Dhabi. Hon och hennes band Neaimé var även förband för Simply Red i Stockholm, på Mallorca samt på Cypern. Några år senare, 2011, gav  hon ut sitt andra album ”Stronger” och hon fick även representera svenska UD i Egypten.
Neaimés tredje album ”Sandstorm” gavs ut 2013 och innehöll bland annat låten ”Sold To Perfection". Året efter började hon även skriva på sitt modersmål svenska. Hon inledde ett samarbete med bland andra låtskrivaren Peter Hallström (Håll mitt hjärta) och släppte låtar som ”Framme Snart”, ”Djupet av min själ”, ”Att få låna dig en stund”, ”E det så det kommer va?”, ”Dagarna går ändå” och ”Kyss mig”. 
Hon skapade föreställningen "Från dröm till verklighet" och genom ett samarbete med Länsmusiken i Stockholm 2017–2018 uppträdde hon med den för skolelever runt om i Stockholm. År 2019  spelade hon in låten ”Shine on like a star” med Dogge Doggelito och Hunermend Dilyar.  
I augusti 2019 uppträdde Therése Neaimé på Copenhagen Pride festival i Danmark och ett halvår senare, i februari 2020, uppträdde hon på Cape Town Pride festival i Sydafrika som festivalens huvudnummer. 
Neaimé har fortsatt att släppa singlar genom åren. I juni 2020 släppte hon bland annat singeln ”Dance Love” som år 2020 blev nominerad som en av 10 bästa låtar i ”Dance”-kategorin av Hollywood Music In Media Awards. Den 27 januari 2021 vann hon som första svensk någonsin Hollywood Music in Media Awards(en) i kategorin Dance för låten "Dance Love".
Inom teater hade Neaimé 2018 en central rolli Musikalen "Spring Awakening" i en uppsättning av West End Stockholm. 
I januari 2020 höll Neaimé sin föreläsning "Från dröm till verklighet" på Stora Måldagen 2020 och i juni samma år blev hon utsedd till en av topp 100 av Sveriges populäraste föreläsare och moderatorer genom Eventeffects omröstning. Neaimé har även skrivit en bok med samma titel som hennes föreläsning – Från dröm till verklighet –  om sitt liv och sina erfarenheter och hon har börjat blogga på Gala Magazine.
Den 23 januari 2022 framförde Neaimé sin låt "Att Få Låna Dig En Stund" på Fadimegalan.
Under 2023 fick Therése Neaimé mycket uppmärksamhet när hon vid 53 års ålder blev gravid genom äggdonation. I december samma år födde hon sitt fjärde barn.
I mars 2024 satte Neaimé upp och framförde sin egen show ”Swedish Soul Diva – A Concert Expreience Like No Other” i Las Vegas, USA, på OYO Hotel&Casino.
I december 2024 var hon huvudartist för A Demand for Actions 10-års jubileumsgala och i januari 2025 var hon tillbaka som artist på Fadime-galan.  I februari samma år blev hon nominerad till 2025 Woman changing the world Awards i kategorin Creative Industries. 

## Diskografi

### Album
- Livin´– 2006
- Stronger – 2011
- Sandstorm – 2013
- A kiss from a desert – 2019

### Singlar
- Keep It Up – 2006
- How Could I – 2007
- All I Think About Is You – 2010
- Lovers Lullaby – 2011
- Sold To Perfection – 2018
- Sold To Perfection (remixed) – 2013
- Out Of Life – 2013
- Light Me Up – 2013
- Feeling U, Feeling Me – 2013
- Sandstorm – 2013
- Love On Fire – 2013
- Scorpion – 2013
- Framme Snart – 2015
- Djupet av min själ – 2015
- Att Få Låna Dig En Stund – 2017
- Ännu Ett År – 2018
- Today Is A Holiday – 2018
- Dragonfly – 2018
- Good Things Are Coming – 2018
- Shine On Like A Star – 2019
- Been And Gone – 2019
- E Det Så Det Kommer va? – 2019
- Dagarna Går Ändå – 2020
- Kyss mig – 2020
- Dance Love – 2020
- Konsten att leva – 2021
- Live Again – 2021
- Fools Gold – 2022
- Smooth Operator (feat. Raven Reii) – 2023
- Want You Back – 2024
- Royalty (with Raven Reii) – 2024